# Mezőcsáti járás
A Mezőcsáti járás Borsod-Abaúj-Zemplén vármegyéhez tartozó járás Magyarországon, amely 2013-ban jött létre. Székhelye Mezőcsát. Területe 351,27 km², népessége 14 130 fő, népsűrűsége 40 fő/km² volt a 2012. évi adatok szerint. Egy város (Mezőcsát) és 7 község tartozik hozzá.
A Mezőcsáti járás a járások 1983-as megszüntetése előtt is létezett, 1981 végén azonban székhelyét Leninvárosba (a mai Tiszaújvárosba) helyezték át, nevét pedig Leninvárosi járásra változtatták. A 2013-tól érvényes járási beosztásban Mezőcsát és Tiszaújváros egyaránt járási székhely.

## Települései
| Település    | Rang (2013. július 15.) | Kistérség (2013. január 1.) | Népesség (2012. január 1.) | Terület (km²) |
| ------------ | ----------------------- | --------------------------- | -------------------------- | ------------- |
| Mezőcsát     | járásszékhely város     | Mezőcsáti                   | 5 891                      | 103,08        |
| Ároktő       | község                  | Mezőcsáti                   | 1 051                      | 46,41         |
| Gelej        | község                  | Mezőcsáti                   | 588                        | 32,12         |
| Hejőpapi     | község                  | Tiszaújvárosi               | 1 119                      | 17,02         |
| Igrici       | község                  | Mezőcsáti                   | 1 219                      | 19,47         |
| Tiszadorogma | község                  | Mezőcsáti                   | 367                        | 46,61         |
| Tiszakeszi   | község                  | Mezőcsáti                   | 2 487                      | 46,17         |
| Tiszatarján  | község                  | Mezőcsáti                   | 1 408                      | 40,39         |